# Lina Romay (Sängerin)

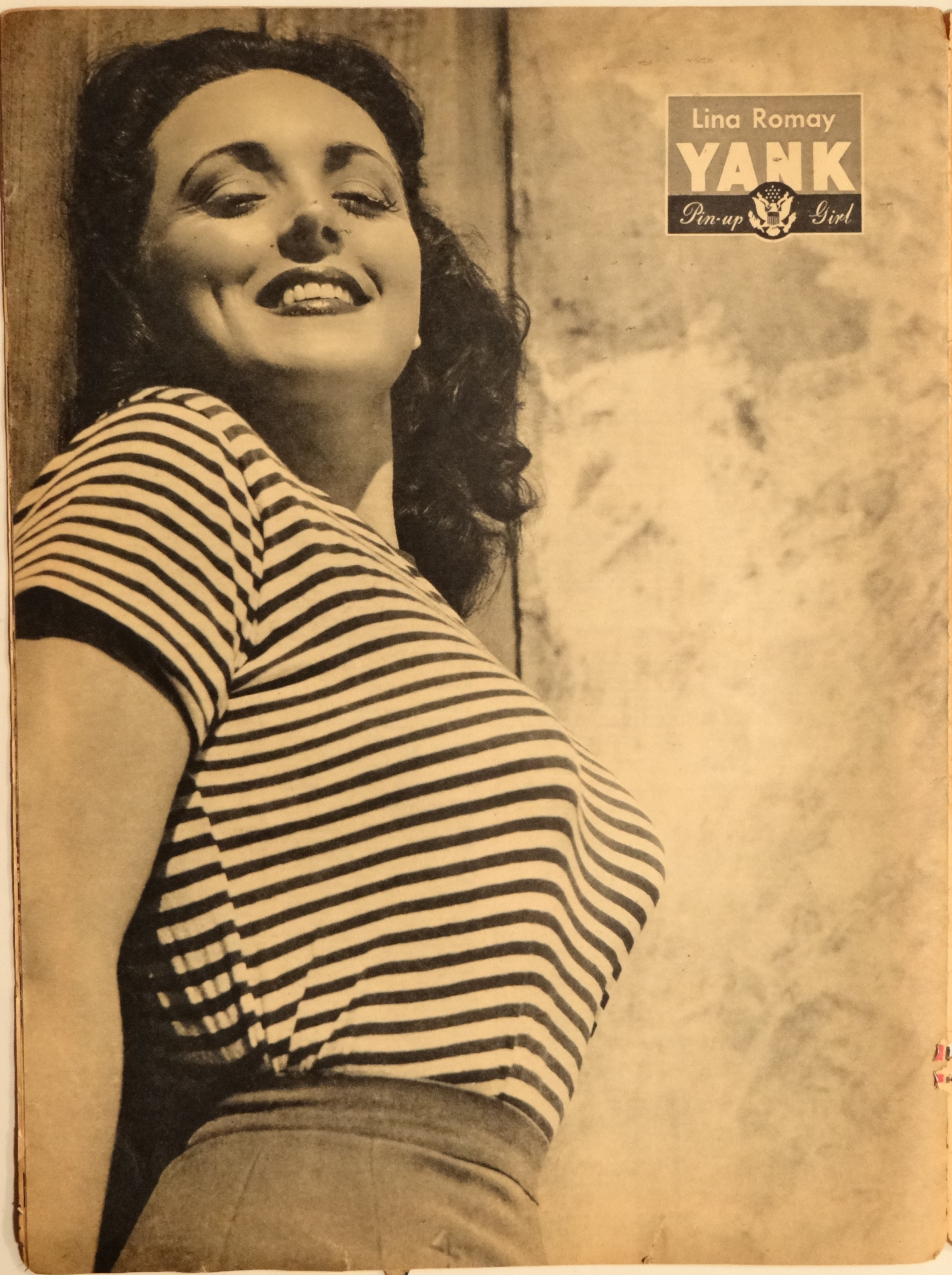
Lina Romay als Pin-up-Girl (1945)

Lina Romay (* 16. Januar 1919 in New York City; † 17. Dezember 2010 in Pasadena, Kalifornien; eigentlich Elena Maria Romay) war eine US-amerikanische Sängerin und Schauspielerin.

## Leben
Romay, Tochter eines Attachés am mexikanischen Konsulat in Los Angeles, trat erstmals im Unterhaltungsgeschäft zu Beginn der 1940er Jahre als Sängerin des Xavier-Cugat-Orchesters in Erscheinung. Zusammen mit Cugat und seinem Orchester war sie 1942 in dem Film Du warst nie berückender (You Were Never Lovelier) neben Fred Astaire und Rita Hayworth zu sehen, was zu Folgeengagements auch als Schauspielerin führte, wie in Mann ohne Herz (Adventure) mit Clark Gable und Greer Garson. Auch in Fernsehshows hatte sie Auftritte bis 1957, so z. B. in The Red Skelton Show . Danach zog sie sich aus Filmgeschäft zurück.
Von Ende der 1970er Jahre an war sie auch als spanischsprachige Radio-Sprecherin für Pferderennen tätig.

## Filmografie (Auswahl)
- 1942: Du warst nie berückender (You Were Never Lovelier)
- 1944: Mein Schatz ist ein Matrose (Two Girls and a Sailor)
- 1944: Badende Venus (Bathing Beauty)
- 1945: Weekend im Waldorf (Week-End at the Waldorf)
- 1945: Mann ohne Herz (Adventure)
- 1947: Bezaubernde Lippen (This Time for Keeps)
- 1949: Die Todeskurve (The Big Wheel)
- 1949: Glück in Seenot (The Lady Takes a Sailor)
- 1953: Der Rebell von Kalifornien (The Man Behind the Gun)
- 1957: The Red Skelton Show (Fernsehreihe, 2 Folgen)